# Neotrichia pequenita
Neotrichia pequenita är en nattsländeart som beskrevs av Lazar Botosaneanu 1977. Neotrichia pequenita ingår i släktet Neotrichia och familjen smånattsländor. Inga underarter finns listade i Catalogue of Life.